# Profundulus punctatus
Profundulus punctatus är en fiskart som först beskrevs av Günther, 1866.  Profundulus punctatus ingår i släktet Profundulus och familjen Profundulidae. Inga underarter finns listade i Catalogue of Life.